# 帕萨罗维茨条约

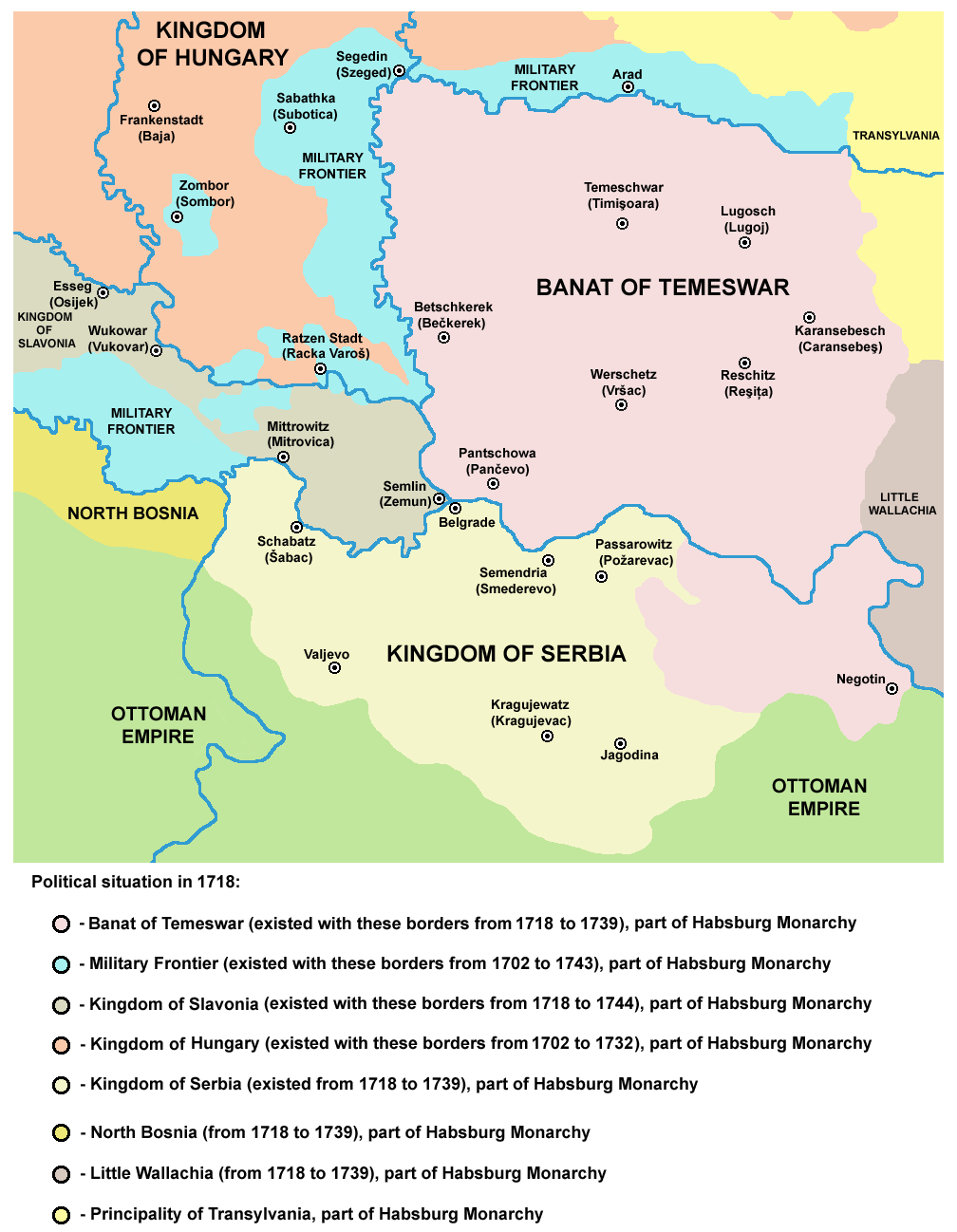
条约的疆界变化内容

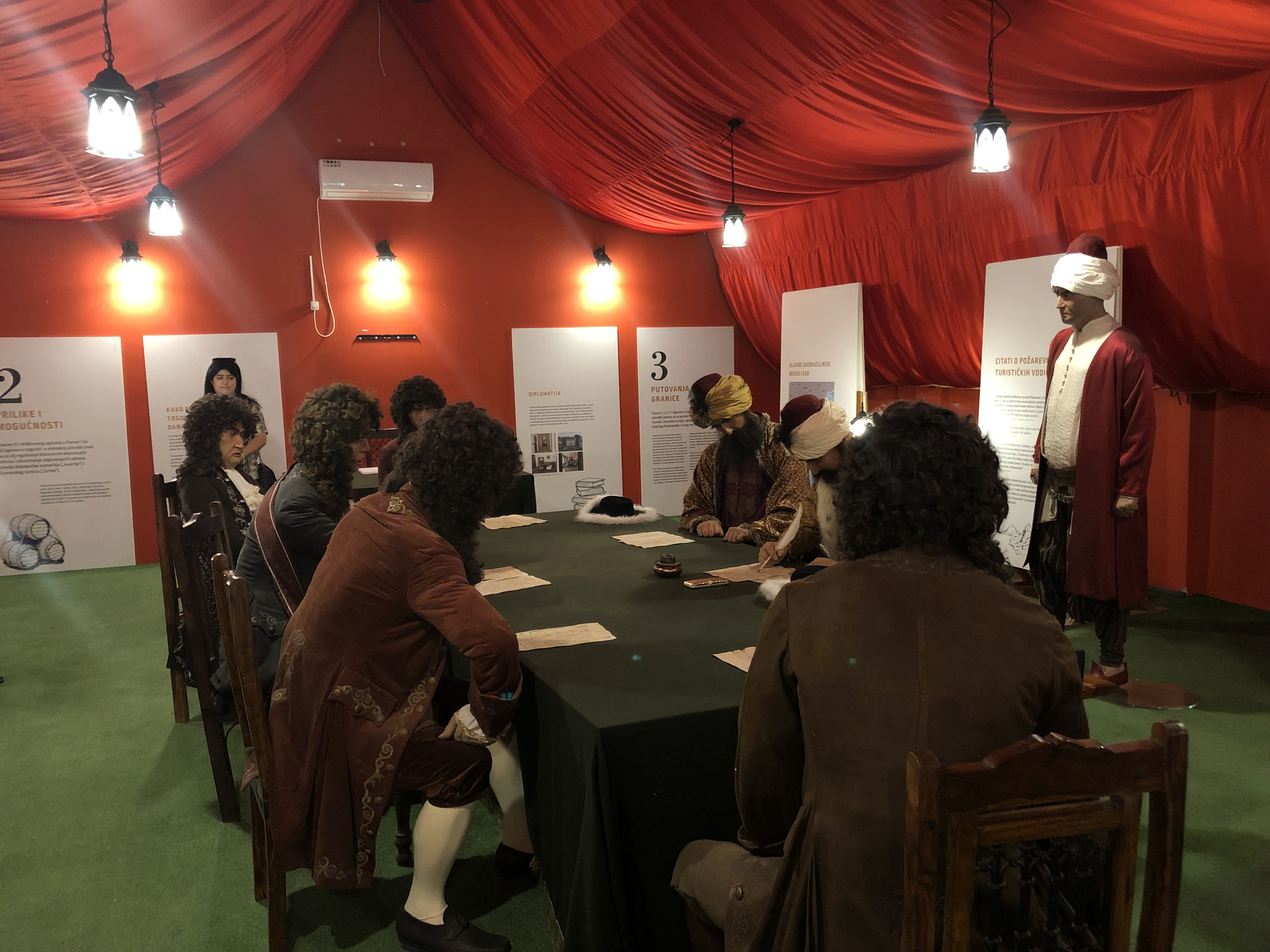
在Požarevac舉辦的展覽展示了條約的簽署方式

帕萨罗维茨条约（英語：Treaty of Passarowitz），也称波扎雷瓦茨条约，是於1718年，在帕萨罗维茨（今波扎雷瓦茨），奥斯曼土耳其帝国同奥地利帝国之间签订的条约。这是自1699年的卡尔洛夫齐条约之后，奥斯曼帝国再次向奥地利帝国割地。条约规定土耳其将瓦拉几亚西部、塞尔维亚北部和波斯尼亚北部割让给奥地利。在1739年的贝尔格莱德条约中，奥斯曼帝国得以收回部分在帕萨罗维茨条约中失去的土地。